# Sami al-Hinnawi
Sami Hilmy al-Hinnawi (árabe : محمد سامي حلمي الحناوي , romanizado:  Muḥammad Sāmī Ḥilmī al-Ḥinnāwī; Alepo, Siria Otomana, 1898-Beirut, Líbano, 31 de octubre de 1950) fue un político y militar sirio conocido por ser uno de los oficiales que capitaneó el  Golpe de Estado en Siria de marzo de 1949 y su respectivo contragolpe palaciego movilizado por el asesinato de Antún Saade.

## Juventud
Nacido en la ciudad de Alepo.  Se graduó de la Escuela Dar Al- Moallem en Damasco en 1916, e ingresó a la escuela militar en Estambul donde sirvió a las líneas del ejército otomano. Luchó en las batallas de Caucasia y Palestina en la Primera Guerra Mundial a favor del ejército del Sultán. Posteriormente, ingresó a la Escuela Militar de Damasco en 1918 y se graduó un año después con el grado de segundo teniente, y se adjuntó a la gendarmería fija en el Sanjak de Siria. 
Posteriormente sirvió al ejército sirio-francés durante el Mandato Francés de Siria.

## Golpe de Estado de Husni al-Za'im
El Coronel al-Hinnawi fue uno de los oficiales que, junto al expresidente de facto de Siria Adib Shishakli permitieron la llegada al poder de Husni al-Za'im el día 29 de marzo de 1949 quien hasta ese entonces era el jefe de Estado Mayor del Ejército Árabe Sirio. Tiempo después, la CIA desclasificaría archivos y registros, como así también, se ventilarían declaraciones de exagentes de dicha agencia que avalarían la teoría de que Estados Unidos apoyó y patrocinó el golpe de al-Za'im. Esta teoría ha sido puesta en la lupa por muchos historiadores, politólogos y especialistas en cuestiones de Oriente, entre ellos Joseph Massad o Irene Gendzier, quienes concluyen que la inteligencia norteamericana fue uno de los artífices del golpe. Esta última autora, afirma que «los agentes de la CIA Miles Copeland y Stephen Meade... estuvieron involucrados directamente en el golpe».
De este modo, tendría lugar el primer alzamiento militar en la historia moderna de Siria que derrocó a un gobierno democrático. Husni al-Za'im, fue nombrado presidente recién el día 11 de abril. 
Como consecuencias de este golpe a las instituciones democráticas sirias, el presidente depuesto Shukri al-Kuwatli, fue enviado al exilio. A su vez, se cerró la Cámara de Representantes y se ejecutaron a políticos que contrariaron al régimen militar establecido por al-Za'im. 

## Contragolpe de Estado de al-Hinnawi
Algunos autores sostienen que además de la CIA, el golpe de Estado de al-Za'im fue asistido por el Partido Social Nacionalista Sirio (PSNS). Aunque nada se conoce si el jefe de Estado mayor sirio estaría asociado a ese partido político.
El contragolpe (o segundo golpe) se produciría cuando el presidente de facto Al-Za'im generó una rebelión entre sus oficiales por su acto de deslealtad a Antún Saade, el fundador y presidente del PSNS. Saade se había comprometido a establecer un gobierno amigo en el Líbano, pero el 8 de julio el presidente sirio lo hizo detener y lo entregó a las autoridades libanesas, que lo juzgaron por traición y lo fusilaron en el mismo día.
La presidencia de al-Za'im acabó el 14 de agosto de 1949, con un golpe militar organizado por Sami al-Hinnawi y algunos oficiales partidarios del PSNS, como también por el pensador y escritor Asaad Talas y sus camaradas, que mandaron a llevar de inmediato la ejecución contra al-Za'im y el primer ministro Muhsin al-Barazi. Sami al-Hinnawi a pesar de comandar la junta militar, se rehusó a tomar el poder del ejecutivo e impuso a Hashim al-Atassi como nuevo presidente. También, restauró el sistema parlamentario sirio. Hinnawi se convirtió en jefe de Estado Mayor del Ejército sirio.
Se dice que, después del asesinato de Za’im, Shishakli (el otro comandante que junto a Hinnawi ayudaron a Za'im a llegar al poder) arrancó la camisa ensangrentada de Za’im y se la llevó a la viuda de Saade, que aún estaba en Siria, diciéndole: “¡Hemos vengado su asesinato!”

## Tercer golpe de Siria
Sin embargo, el 19 de diciembre de 1949 estalló otra sublevación, la tercera del año, dirigida esta vez por Adib Shishakli (el otro comandante que junto a Hinnawi ayudaron a Za'im a llegar al poder). El tercer golpe del año, no obstante, mantuvo a al-Atassi en su cargo hasta el 3 de diciembre de 1951.
El golpe se promovió puesto que el presidente Atassi (títere de Sami al-Hinnawi) quería crear una unión con el Irak hachemí, a lo que Shishakli se oponía fuertemente, reivindicando que Hinnawi estaba detrás del sentimiento prohachemí en Siria. Después ordenó el asesinato del coronel Mohammad Nasser, el comandante de la Fuerza Aérea, porque amenazaba la popularidad de Shishakli en el Ejército sirio. Todo esto debilitó enormemente a los elementos unionistas en Siria pero estos continuaron trabajando por la unión con el Irak hachemí a través del primer ministro, Nazim al-Kudsi.
Al-Hinnawi fue encarcelado por orden de Shishakli un período de tiempo. Luego de un tumulto para que quede en libertad, Al-Hinnawi partió por última vez de su tierra natal, Siria, en completo secreto, hacia el Líbano, y por lo tanto, su amigo, Asaad Talas partió de Bagdad hacia Beirut a toda prisa el 19 de septiembre de 1950, para encontrarse con su socio, Al-Hinnawi.

## Asesinato en Beirut
Asaad Talas lo recibió cordialmente y siguieron llevando a cabo reuniones en conjunto. Sin embargo, Al-Hinnawi no saldría indemne de aquel segundo golpe de Estado y de las ejecuciones consecuencias del mismo: cuando se disponía a abordar un autobús público en plena luz del día en Beirut con la hija de siete años de Asaad Talas, Mayada, quien sostenía su mano, Harsho al-Barazi, le disparó culpándolo por el asesinato de Hosni al-Zaim, el líder del primer golpe, y su primo Mohsen al-Barazi, en la mañana del golpe contra su gobierno unos meses antes. 
Al-Hinnawi fue asesinado por una decisión precipitada de un joven impulsivo de la familia Al-Barazi, que quería vengarse de la muerte de uno de sus miembros. El cuerpo de Sami al-Hinnawi fue posteriormente trasladado a Siria para un funeral solemne en su ciudad natal de Alepo, y fue enterrado en el cementerio de Hanan.